# Filmjahr 1975
Liste der Filmjahre

◄◄ | ◄ | 1971 | 1972 | 1973 | 1974 | Filmjahr 1975 | 1976 | 1977 | 1978 | 1979 | ► | ►►

Weitere Ereignisse

## Ereignisse
- 4. März: Der britische Filmschauspieler und Regisseur Charlie Chaplin wird durch Königin Elisabeth II. zum Knight Commander des Order of the British Empire ernannt.
- 24. März: Premiere von The Rocky Horror Picture Show. Nach mäßigem Start entwickelt sich dieser Film in den kommenden Jahren zu einer Zuschauerattraktion bis dato nicht gekannter Art. Es entsteht eine Fangemeinde, die vielfach Texte mitsang und Filmszenen mitspielt und -tanzt.
- 29. März: Im Deutschen Fernsehen wird die erste Folge von Dieter Hallervordens Reihe Nonstop Nonsens ausgestrahlt.
- 1. April: Der österreichische Sender FS1 (heute ORF 1) strahlt die erste Folge der täglichen Kindersendung Am dam des aus.
- 20. Juni: Steven Spielbergs Film Der weiße Hai startet in den US-amerikanischen Kinos und entwickelt sich zum ersten Sommer-Blockbuster.
- 30. Juni: Auf der Berlinale hat die Filmkomödie Lina Braake mit Lina Carstens in der Titelrolle Premiere.
- 14. August: Premiere des Films The Rocky Horror Picture Show in London.
- 19. November: Premiere von Einer flog über das Kuckucksnest. Nach Es geschah in einer Nacht ist dies der zweite Film, der Oscars in den fünf wichtigsten Kategorien (bester Film, beste Regie, bestes Drehbuch, bester Hauptdarsteller und beste Hauptdarstellerin) gewinnen konnte. Anschließend ist dies bislang außerdem nur Das Schweigen der Lämmer gelungen.
- George Lucas stellt einen zweiten Entwurf seines Weltraum-Abenteuers unter dem Titel Adventures of the Starkiller, Episode One of The Star Wars fertig.
- Um die Spezialeffekte für den Film Star Wars realisieren zu können, gründet George Lucas das Unternehmen Industrial Light & Magic.
- Der weiße Hai erreicht als erster Film die 100-Millionen-USD-Grenze an Brutto-Einnahmen.
- Januar – Die Sieger der BRAVO-Otto-Leserwahl werden vorgestellt:
  - Kategorie – männliche Filmstars: Gold Terence Hill, Silber Jan-Michael Vincent, Bronze Roger Moore
  - Kategorie – weibliche Filmstars: Gold Ute Kittelberger, Silber Uschi Glas, Bronze Linda Blair

## Erfolgreichste Filme

### Top 10 in Deutschland
Die zehn erfolgreichsten Filme an den deutschen Kinokassen nach Besucherzahlen (Stand: 1. Januar 2025):
| Platz           | Filmtitel             | Besucher  |
| --------------- | --------------------- | --------- |
| 1.              | Der weiße Hai         | 7.000.000 |
| 2.              | Zwei Missionare       | 4.500.000 |
| 3.              | Der Unverbesserliche  | 4.200.000 |
| 4.              | Frankenstein Junior   | 4.100.000 |
| 5.              | Die Geschichte der O  | 3.500.000 |
| 6.              | Nobody ist der Größte | 3.300.000 |
| 7.              | Mandingo              | 3.100.000 |
| 8.              | Flammendes Inferno    | 3.000.000 |
| 9.              | Erdbeben              | 2.100.000 |
| 10.             | Rollerball            | 1.700.000 |
| Kinostarts 1975 |                       |           |

### Top 10 in den USA und Kanada
Die zehn erfolgreichsten Filme an den nordamerikanischen Kinokassen nach Einspielergebnis.
| Platz | Filmtitel                         | Einspielergebnis in US-Dollar |
| ----- | --------------------------------- | ----------------------------- |
| 1.    | Der weiße Hai                     | 133.400.000                   |
| 2.    | Einer flog über das Kuckucksnest  | 59.200.000                    |
| 3.    | The Rocky Horror Picture Show     | 50.420.000                    |
| 4.    | Shampoo                           | 23.822.000                    |
| 5.    | Hundstage                         | 22.500.000                    |
| 6.    | Der rosarote Panther kehrt zurück | 20.017.000                    |
| 7.    | Die drei Tage des Condor          | 20.014.000                    |
| 8.    | Funny Lady                        | 19.313.000                    |
| 9.    | Die Kehrseite der Medaille        | 18.012.000                    |
| 10.   | Tommy                             | 17.793.000                    |

### In anderen Staaten
| Land                   | Filmtitel                | Einspielergebnis | Besucherzahlen |              |
| ---------------------- | ------------------------ | ---------------- | -------------- | ------------ |
| Brasilien              | Flammendes Inferno       |                  | 10,377,230     | [ 4 ]        |
| Frankreich             | Flammendes Inferno       |                  | 4,466,376      | [ 5 ]        |
| Indien                 | Sholay                   | ₹350,000,000     | 150,000,000+   | [ 6 ]        |
| Italien                | Ein irres Klassentreffen |                  | 10,467,254     |              |
| Japan                  | Flammendes Inferno       | ¥3,640,000,000   |                | [ 7 ]        |
| Sowjetunion            | Bobby                    | 15,650,000 Rbls  | 62,600,000     | [ 8 ]        |
| Spanien                | Der weiße Hai            |                  | 5,918,754      |              |
| Vereinigtes Königreich | Der weiße Hai            | £11,800,000      | 16,200,000     | [ 9 ] [ 10 ] |

## Filmpreise

### Golden Globe Awards 1975
Am 25. Januar findet im Beverly Hilton Hotel in Los Angeles die Golden-Globe-Verleihung statt.
- Bestes Drama: Chinatown von Roman Polański
- Bestes Musical/Komödie: Die härteste Meile von Robert Aldrich
- Bester Schauspieler (Drama): Jack Nicholson in Chinatown
- Beste Schauspielerin (Drama): Gena Rowlands in Eine Frau unter Einfluß
- Bester Schauspieler (Musical/Komödie): Art Carney in Harry und Tonto
- Beste Schauspielerin (Musical/Komödie): Raquel Welch in Die drei Musketiere
- Bester Nebendarsteller: Fred Astaire in Flammendes Inferno
- Beste Nebendarstellerin: Karen Black in Der große Gatsby
- Bester Regisseur: Roman Polański für Chinatown
- Beste Musik: Alan Jay Lerner und Frederick Loewe für Der kleine Prinz
- Cecil B. DeMille Award: Hal B. Wallis

### Oscarverleihung 1975
Am 8. April findet im Dorothy Chandler Pavilion in Los Angeles die Oscarverleihung statt.
- Bester Film: Der Pate – Teil II von Francis Ford Coppola
- Bester Hauptdarsteller: Art Carney in Harry und Tonto
- Beste Hauptdarstellerin: Ellen Burstyn in Alice lebt hier nicht mehr
- Bester Regisseur: Francis Ford Coppola für Der Pate – Teil II
- Bester Nebendarsteller: Robert De Niro in Der Pate – Teil II
- Beste Nebendarstellerin: Ingrid Bergman in Mord im Orient-Expreß
- Beste Musik: Nino Rota und Carmine Coppola für Der Pate – Teil II
- Beste Musikadaption: Nelson Riddle für Der große Gatsby
- Bester fremdsprachiger Film: Amarcord von Federico Fellini
- Ehrenoscar: Howard Hawks und Jean Renoir

### Internationale Filmfestspiele von Cannes 1975
Das Festival beginnt am 9. Mai und endet am 23. Mai. Die Jury unter Präsidentin Jeanne Moreau wählt folgende Preisträger aus:
- Goldene Palme: Chronik der Jahre der Glut von Mohamed Lakhdar-Hamina
- Bester Schauspieler: Vittorio Gassman in Der Duft der Frauen
- Beste Schauspielerin: Valerie Perrine in Lenny
- Bester Regisseur: Michel Brault für Ausnahmezustand und Constantin Costa-Gavras für Sondertribunal – Jeder kämpft für sich allein

### Internationale Filmfestspiele Berlin 1975
Das Festival beginnt am 27. Juni und endet am 8. Juli. Die Jury vergibt folgende Preise:
- Goldener Bär: Overlord von Stuart Cooper und Adoption von Márta Mészáros
- Bester Schauspieler: Vlastimil Brodský in Jakob der Lügner
- Beste Schauspielerin: Tanaka Kinuyo in Sandakan, Haus Nr. 8
- Bester Regisseur: Sergej Solowjow für Hundert Tage nach der Kindheit

### Deutscher Filmpreis
- Bester Film: Lina Braake oder Die Interessen der Bank können nicht die Interessen sein, die Lina Braake hat von Bernhard Sinkel
- Beste Regie: Wim Wenders für Falsche Bewegung
- Beste Hauptdarstellerin: Lina Carstens für Lina Braake, Grischa Huber für Unter dem Pflaster ist der Strand, Marianne Hoppe, Nastassja Kinski, Lisa Kreuzer und Hanna Schygulla jeweils für Falsche Bewegung
- Bester Hauptdarsteller: Hans Christian Blech, Ivan Desny, Adolf Hansen, Peter Kern und Rüdiger Vogler jeweils für Falsche Bewegung

### Society of Film and Television Arts Awards
- Bester Film: Lacombe, Lucien von Louis Malle
- Beste Regie: Roman Polański für Chinatown
- Bester Hauptdarsteller: Jack Nicholson für Chinatown und Das letzte Kommando
- Beste Hauptdarstellerin: Joanne Woodward für Sommerwünsche – Winterträume
- Bester Nebendarsteller: John Gielgud für Mord im Orient-Expreß
- Beste Nebendarstellerin: Ingrid Bergman für Mord im Orient-Expreß

### Étoile de Cristal
- Bester Film: India Song von Marguerite Duras
- Bester Darsteller: Patrick Bouchitey und Patrick Dewaere in Unser Weg ist der beste
- Beste Darstellerin: Jeanne Goupil in Die Gelüste des Herrn Theobald
- Bester ausländischer Film: Aguirre, der Zorn Gottes von Werner Herzog
- Bester ausländischer Darsteller: Al Pacino in Hundstage
- Beste ausländische Darstellerin: Carol Kane in Hester Street

### New York Film Critics Circle Award
- Bester Film: Nashville von Robert Altman
- Beste Regie: Robert Altman für Nashville
- Bester Hauptdarsteller: Jack Nicholson in Einer flog über das Kuckucksnest
- Beste Hauptdarstellerin: Isabelle Adjani in Die Geschichte der Adèle H.
- Bester Nebendarsteller: Alan Arkin in Ins Herz des wilden Westens
- Beste Nebendarstellerin: Lily Tomlin in Nashville

### National Board of Review
- Bester Film: Nashville von Robert Altman
- Beste Regie: Stanley Kubrick für Barry Lyndon
- Bester Hauptdarsteller: Jack Nicholson in Einer flog über das Kuckucksnest
- Beste Hauptdarstellerin: Isabelle Adjani in Die Geschichte der Adèle H.
- Bester Nebendarsteller: Charles Durning in Hundstage
- Beste Nebendarstellerin: Ronee Blakley in Nashville
- Bester fremdsprachiger Film: Die Geschichte der Adèle H. von François Truffaut

### Los Angeles Film Critics Association Awards
- Bester Film: Hundstage von Sidney Lumet und Einer flog über das Kuckucksnest von Miloš Forman
- Beste Regie: Sidney Lumet für Hundstage
- Bester Hauptdarsteller: Al Pacino in Hundstage
- Beste Hauptdarstellerin: Florinda Bolkan in Ein kurzer Urlaub
- Bester fremdsprachiger Film: Ein Leben lang von Claude Lelouch

### Weitere Filmpreise und Auszeichnungen
- AFI Life Achievement Award: Orson Welles
- David di Donatello: Die Affäre Murri, Gewalt und Leidenschaft (Bester italienischer Film) und Flammendes Inferno (Bester ausländischer Film)
- Deutscher Kritikerpreis: Angela Winkler
- Directors Guild of America Award: Francis Ford Coppola für Der Pate – Teil II, Lew Wasserman (Lebenswerk)
- Ernst-Lubitsch-Preis: Angelika Milster für Meine Sorgen möcht’ ich haben
- Evening Standard British Film Award: James Bond 007 – Leben und sterben lassen von Guy Hamilton
- Louis-Delluc-Preis: Cousin, Cousine von Jean-Charles Tacchella
- Nastro d’Argento: Gewalt und Leidenschaft von Luchino Visconti und Das Gespenst der Freiheit von Luis Buñuel
- National Society of Film Critics Award: Szenen einer Ehe von Ingmar Bergman
- People’s Choice Award: Der Clou von George Roy Hill (populärster Film), John Wayne (populärster Schauspieler), Barbra Streisand (populärste Schauspielerin)
- Polnisches Filmfestival Gdynia: Das gelobte Land von Andrzej Wajda und Nächte und Tage von Jerzy Antczak
- Preis der deutschen Filmkritik: Alice in den Städten von Wim Wenders
- Festival Internacional de Cine de San Sebastián: Wilderer von José Luis Borau
- Writers Guild of America Award: Chinatown (Bestes Originaldrehbuch-Drama), Der wilde wilde Westen (Bestes Originaldrehbuch-Komödie), Der Pate – Teil II (Bestes adaptiertes Drehbuch-Drama), Duddy will hoch hinaus (Bestes adaptiertes Drehbuch-Komödie), Preston Sturges (Lebenswerk)

## Geburtstage

### Januar bis März
Januar

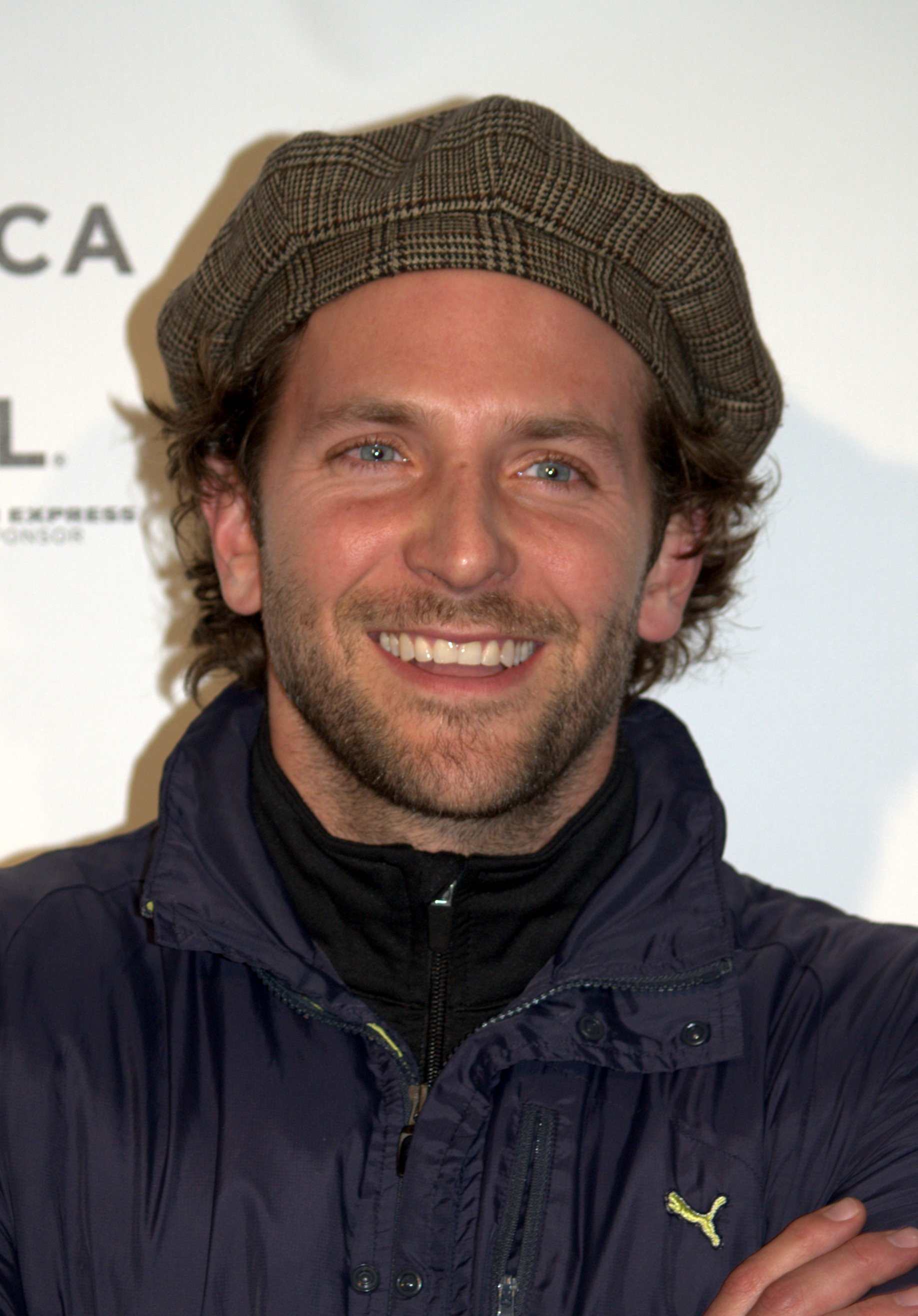
Bradley Cooper (* 5. Januar)

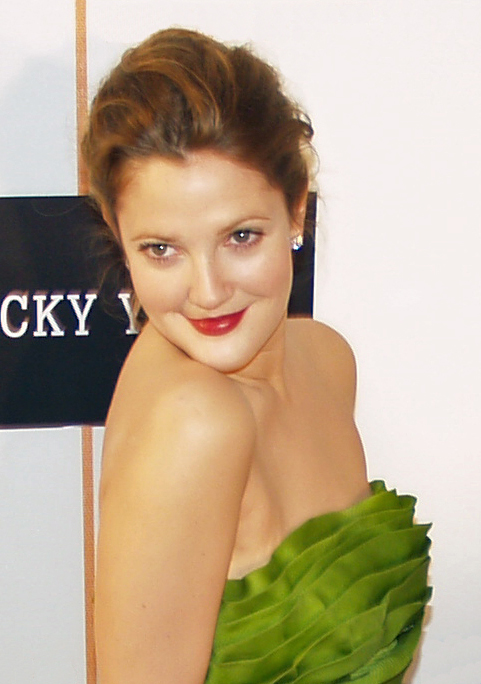
Drew Barrymore (* 22. Februar)

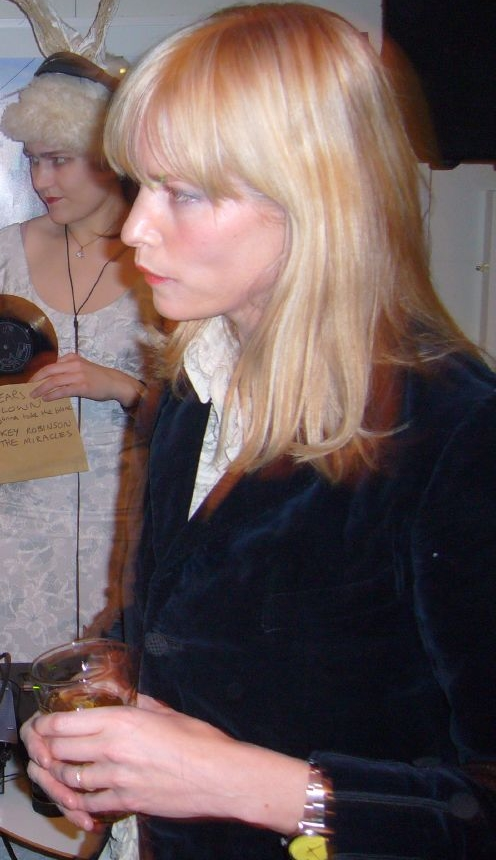
Sienna Guillory (* 16. März)

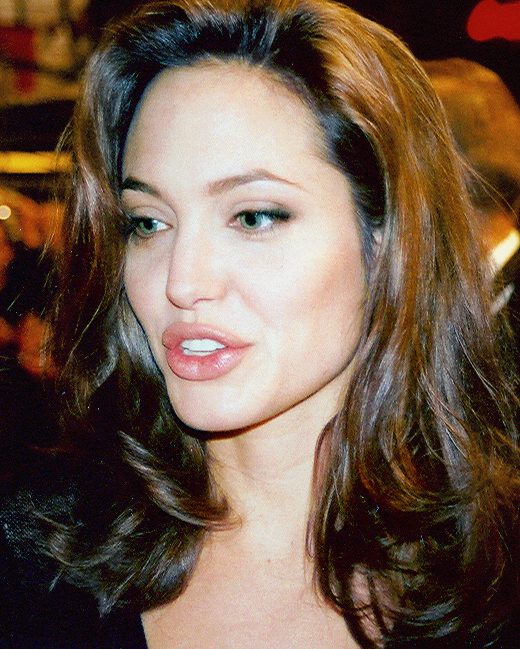
Angelina Jolie (* 4. Juni)

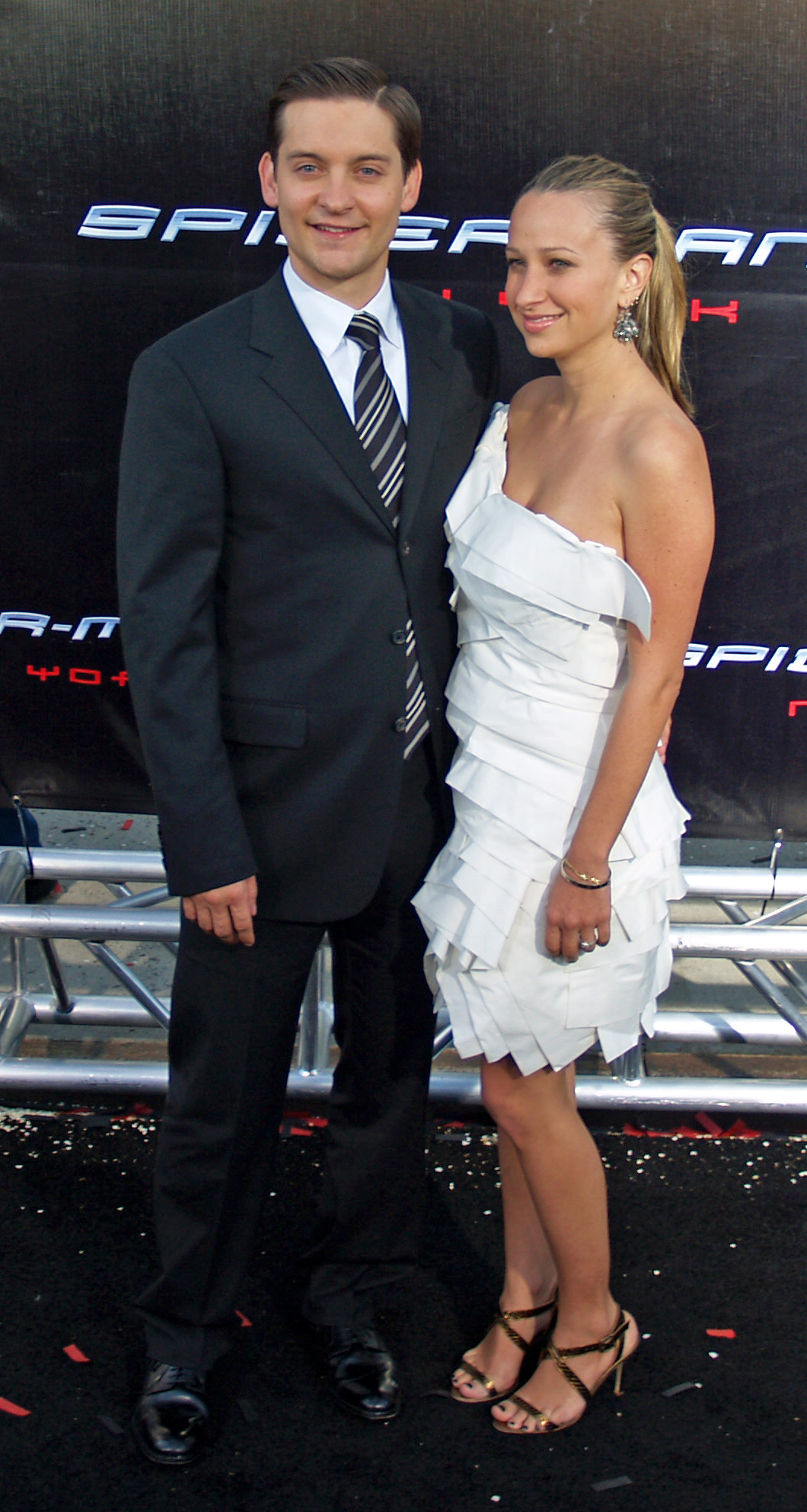
Tobey Maguire (* 27. Juni)

- 01. Januar: Makis Papadimitriou, griechischer Schauspieler
- 02. Januar: Dax Shepard, US-amerikanischer Schauspieler
- 03. Januar: Jason Marsden, US-amerikanischer Schauspieler
- 03. Januar: Danica McKellar, US-amerikanische Schauspielerin
- 04. Januar: Jill Marie Jones, US-amerikanische Schauspielerin
- 05. Januar: Bradley Cooper, US-amerikanischer Schauspieler
- 06. Januar: Nicole DeHuff, US-amerikanische Schauspielerin († 2005)
- 08. Januar: Stefanie Dvorak, österreichische Schauspielerin
- 10. Januar: Alexis Loret, französischer Schauspieler
- 12. Januar: Lisa Rieffel, US-amerikanische Schauspielerin
- 14. Januar: Georgina Cates, britische Schauspielerin
- 14. Januar: Jordan Ladd, US-amerikanische Schauspielerin
- 17. Januar: Freddy Rodríguez, US-amerikanischer Schauspieler
- 21. Januar: Zach Helm, US-amerikanischer Drehbuchautor und Regisseur
- 21. Januar: Florin Șerban, rumänischer Regisseur
- 25. Januar: Mia Kirshner, kanadische Schauspielerin
- 27. Januar: Nadine Wrietz, deutsche Schauspielerin
- 29. Januar: Sharif Atkins, US-amerikanischer Filmschauspieler und Filmproduzent
- 29. Januar: Sara Gilbert, US-amerikanische Schauspielerin
- 31. Januar: Preity Zinta, indische Schauspielerin

Februar
- 01. Februar: Big Boi, US-amerikanischer Rapper und Schauspieler
- 04. Februar: Natalie Imbruglia, australische Sängerin und Schauspielerin
- 09. Februar: Liane Forestieri, deutsche Schauspielerin
- 10. Februar: Alexander Sergejewitsch Bucharow, russischer Schauspieler
- 12. Februar: Sylvain White, französischer Filmregisseur
- 18. Februar: Christo Schiwkow, bulgarischer Schauspieler († 2023)
- 19. Februar: Nataly Attiya, israelische Schauspielerin
- 19. Februar: Katja Schuurman, niederländische Schauspielerin
- 20. Februar: David Klass, US-amerikanischer Drehbuchautor
- 21. Februar: Daniel Fehlow, deutscher Schauspieler und Synchronsprecher
- 21. Februar: Troy W. Slaten, US-amerikanischer Schauspieler
- 22. Februar: Drew Barrymore, US-amerikanische Schauspielerin
- 22. Februar: Fele Martínez, spanischer Schauspieler
- 23. Februar: Natalia Verbeke, spanische Schauspielerin
- 24. Februar: Callan Mulvey, australischer Schauspieler
- 24. Februar: Mareike Fell, deutsche Schauspielerin
- 26. Februar: Julia Brendler, deutsche Film- und Fernseh-Schauspielerin
- 27. Februar: Christopher B. Landon, US-amerikanischer Drehbuchautor und Filmregisseur

März
- 02. März: Lee Sun-kyun, südkoreanischer Schauspieler († 2023)
- 03. März: Johanna Wokalek, deutsche Schauspielerin
- 05. März: Jolene Blalock, US-amerikanische Schauspielerin
- 09. März: Chaske Spencer, US-amerikanischer Schauspieler und Synchronsprecher
- 15. März: Eva Longoria Parker, US-amerikanische Schauspielerin
- 16. März: Sienna Guillory, britische Schauspielerin
- 17. März: Puneeth Rajkumar, indischer Schauspieler und Sänger († 2021)
- 18. März: Sutton Foster, amerikanische Schauspielerin, Sängerin und Tänzerin
- 19. März: Lucie Laurier, kanadische Schauspielerin
- 22. März: Anne Dudek, US-amerikanische Schauspielerin
- 22. März: Cole Hauser, US-amerikanischer Schauspieler
- 25. März: Gaspard Manesse, französischer Schauspieler und Komponist
- 28. März: Richard Kelly, US-amerikanischer Regisseur und Drehbuchautor
- 30. März: Bahar Soomekh, US-amerikanische Schauspielerin
- 31. März: Adam Green, US-amerikanischer Regisseur, Drehbuchautor und Filmproduzent
- 31. März: Bettina Zimmermann, deutsches Fotomodell, Schauspielerin

### April bis Juni
April
- 02. April: Pedro Pascal, US-amerikanischer Schauspieler chilenischer Herkunft
- 02. April: Adam Rodriguez, US-amerikanischer Schauspieler
- 03. April: Paw Henriksen, dänischer Schauspieler
- 04. April: Joyce Giraud, puerto-ricanische Schauspielerin
- 06. April: Zach Braff, US-amerikanischer Schauspieler und Regisseur
- 07. April: Heather Burns, US-amerikanische Schauspielerin
- 12. April: Anja Nejarri, deutsche Schauspielerin
- 16. April: Sean Maher, US-amerikanischer Schauspieler
- 18. April: Sanna Englund, deutsche Schauspielerin
- 21. April: Martin Neuhaus, deutscher Schauspieler
- 25. April: Emily Bergl, britisch-amerikanische Schauspielerin
- 26. April: Hildigunn Eyðfinsdóttir, färöische Theater- und Filmschauspielerin
- 27. April: Mandala Tayde, deutsche Schauspielerin
- 30. April: Johnny Galecki, US-amerikanischer Schauspieler

Mai
- 03. Mai: Dulé Hill, US-amerikanischer Schauspieler
- 08. Mai: Mehmet Günsür, türkischer Filmschauspieler
- 10. Mai: Andrea Anders, US-amerikanische Schauspielerin
- 16. Mai: Melanie Rühmann, deutsche Schauspielerin
- 19. Mai: Masanobu Andō, japanischer Schauspieler und Regisseur
- 20. Mai: Sascha Alexander Geršak, deutscher Schauspieler
- 24. Mai: Milena Dreißig, deutsche Schauspielerin
- 26. Mai: Nicki Aycox, US-amerikanische Schauspielerin († 2022)

Juni
- 04. Juni: Radost Bokel, deutsche Schauspielerin
- 04. Juni: Angelina Jolie, US-amerikanische Schauspielerin
- 06. Juni: Fritzi Haberlandt, deutsche Schauspielerin
- 06. Juni: Staci Keanan, US-amerikanische Schauspielerin
- 12. Juni: Michael Muhney, US-amerikanischer Schauspieler
- 13. Juni: Johannes Grenzfurthner, österreichischer Künstler, Filmemacher, Autor und Schauspieler
- 15. Juni: Elizabeth Reaser, US-amerikanische Schauspielerin
- 17. Juni: Joshua Leonard, US-amerikanischer Schauspieler
- 18. Juni: Jamel Debbouze, französischer Schauspieler
- 18. Juni: Marie Gillain, belgische Schauspielerin
- 19. Juni: Hugh Dancy, britischer Schauspieler
- 20. Juni: Gabriela Hegedüs, österreichische Schauspielerin
- 22. Juni: Antoine Monot, Jr., deutsch-schweizerischer Schauspieler und Filmproduzent
- 23. Juni: Maciej Stuhr, polnischer Schauspieler
- 24. Juni: Carla Gallo, US-amerikanische Schauspielerin
- 25. Juni: Linda Cardellini, US-amerikanische Schauspielerin
- 27. Juni: Tobey Maguire, US-amerikanischer Schauspieler
- 30. Juni: Tom Keune, deutscher Schauspieler

### Juli bis September
Juli

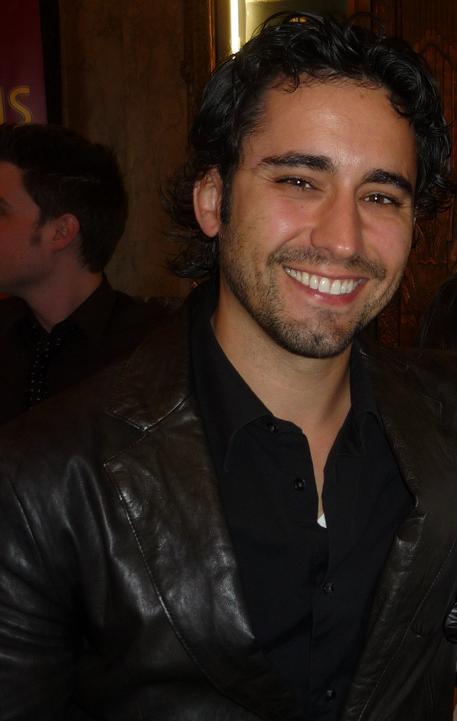
John Lloyd Young (* 4. Juli)

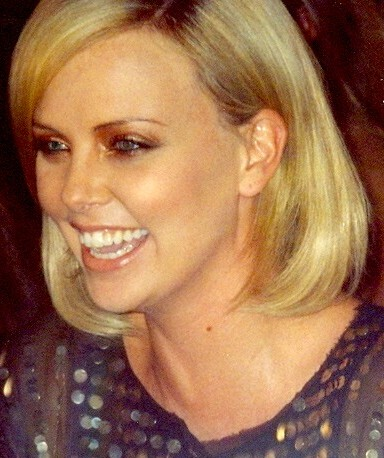
Charlize Theron (* 7. August)

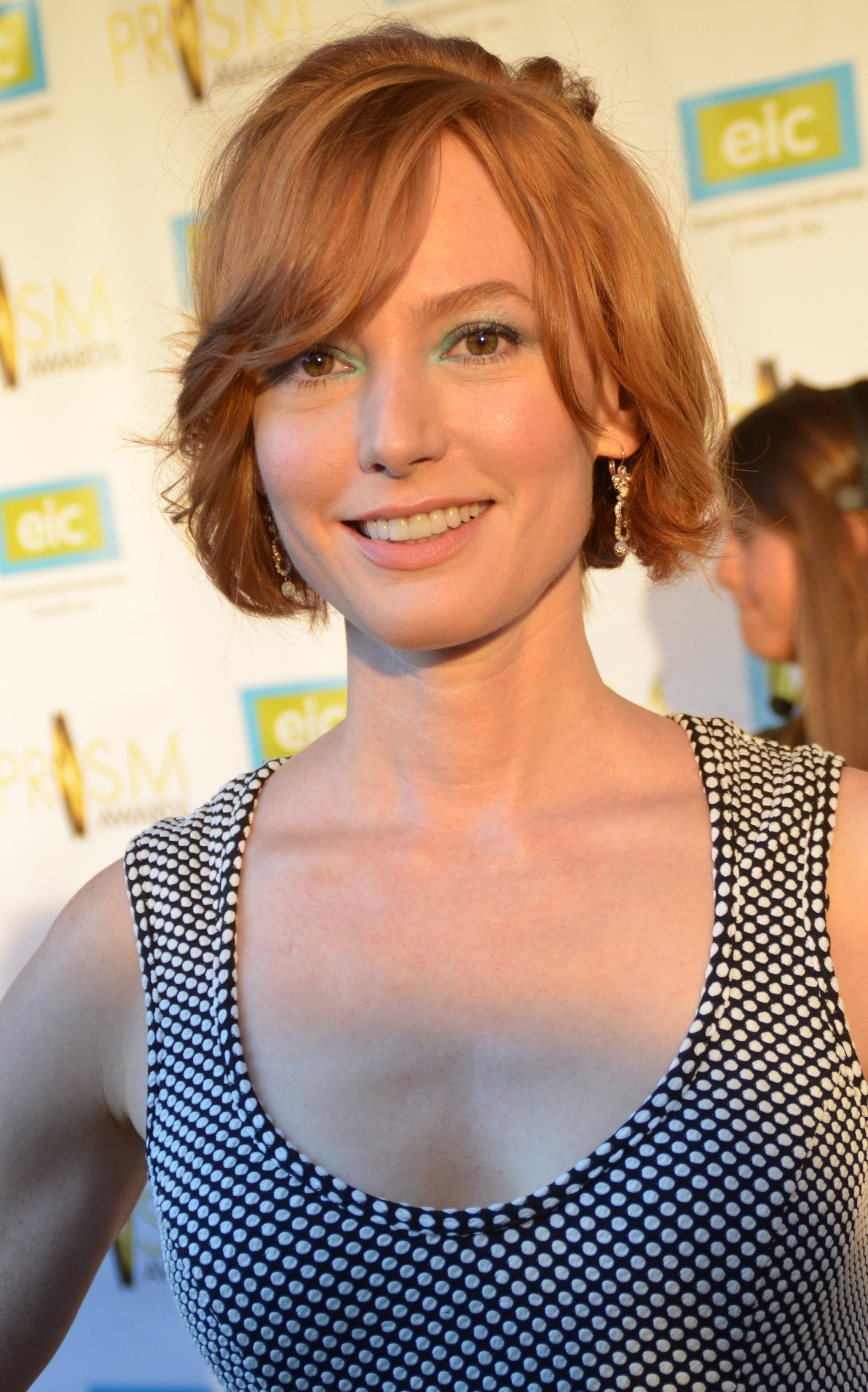
Alicia Witt (* 21. August)

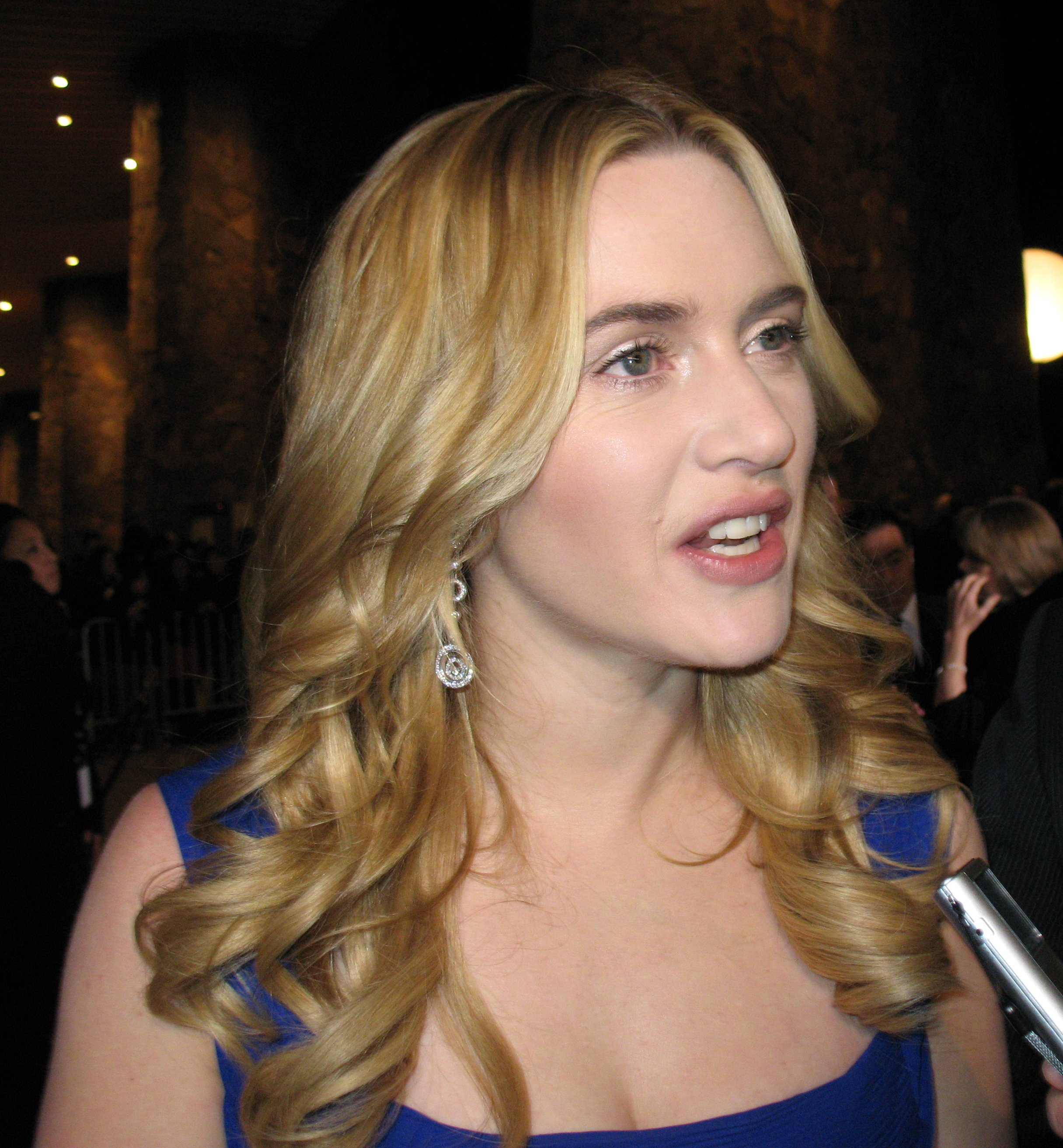
Kate Winslet (* 5. Oktober)

- 02. Juli: Elissa Down, australische Regisseurin
- 04. Juli: John Lloyd Young, US-amerikanischer Schauspieler und Sänger
- 07. Juli: Nina Hoss, deutsche Schauspielerin
- 11. Juli: Marriah Bridget Andersen, US-amerikanische Filmschauspielerin und Fotomodell († 1997)
- 11. Juli: Norman Cöster, deutscher Schauspieler
- 11. Juli: Katja Giammona, deutsche Schauspielerin
- 12. Juli: Cheyenne Jackson, US-amerikanischer Schauspieler
- 17. Juli: Elena Anaya, spanische Schauspielerin
- 17. Juli: Cécile de France, belgische Schauspielerin
- 20. Juli: Judy Greer, US-amerikanische Schauspielerin
- 22. Juli: Sonja Baum, deutsche Schauspielerin
- 24. Juli: Laura Fraser, britische Schauspielerin
- 24. Juli: Eric Szmanda, US-amerikanischer Schauspieler
- 27. Juli: Grégoire Colin, französischer Schauspieler
- 28. Juli: Leonor Watling, spanische Schauspielerin
- 31. Juli: Elena Uhlig, deutsche Schauspielerin

August
- 06. August: Robin Kahnmeyer, deutscher Synchronsprecher
- 07. August: Hans Matheson, britischer Schauspieler
- 07. August: Charlize Theron, südafrikanische Schauspielerin
- 08. August: Stephanie Kellner, deutsche Schauspielerin und Synchronsprecherin
- 12. August: Casey Affleck, US-amerikanischer Schauspieler
- 13. August: James Carpinello, US-amerikanischer Schauspieler
- 14. August: Jill Bennett, US-amerikanische Schauspielerin
- 14. August: Samuel Streiff, Schweizer Schauspieler
- 18. August: Kaitlin Olson, US-amerikanische Schauspielerin
- 19. August: Tracie Thoms, US-amerikanische Schauspielerin
- 21. August: Alicia Witt, US-amerikanische Schauspielerin
- 22. August: Rodrigo Santoro, brasilianischer Schauspieler
- 23. August: Peter Stauch, deutscher Filmregisseur
- 27. August: Bodie Olmos, US-amerikanischer Schauspieler
- 28. August: Shana Feste, US-amerikanische Regisseurin und Drehbuchautorin
- 29. August: Maria Bertrand, kanadische Schauspielerin

September
- 01. September: Scott Speedman, kanadischer Schauspieler
- 08. September: Larenz Tate, US-amerikanischer Schauspieler
- 11. September: Mimi Fiedler, deutsche Schauspielerin kroatischer Herkunft
- 15. September: Gerrit Schmidt-Foß, deutscher Schauspieler und Synchronsprecher
- 16. September: Amy Price-Francis, kanadische Schauspielerin
- 16. September: Thekla Reuten, niederländische Schauspielerin
- 18. September: Markus Brandl, deutscher Schauspieler
- 20. September: Asia Argento, italienische Schauspielerin und Regisseurin
- 20. September: Moon Bloodgood, US-amerikanische Schauspielerin
- 22. September: Christian Ulmen, deutscher Fernsehmoderator, Schauspieler und Regisseur
- 23. September: Jaime Bergman, US-amerikanische Schauspielerin
- 26. September: Sophie Adell, deutsche Schauspielerin
- 26. September: Jake Paltrow, US-amerikanischer Schauspieler
- 26. September: Chiara Schoras, deutsche Schauspielerin
- 28. September: Saverio Costanzo, italienischer Regisseur
- 30. September: Marion Cotillard, französische Schauspielerin
- 30. September: Christopher Jackson, US-amerikanischer Film- und Theaterschauspieler

### Oktober bis Dezember
Oktober

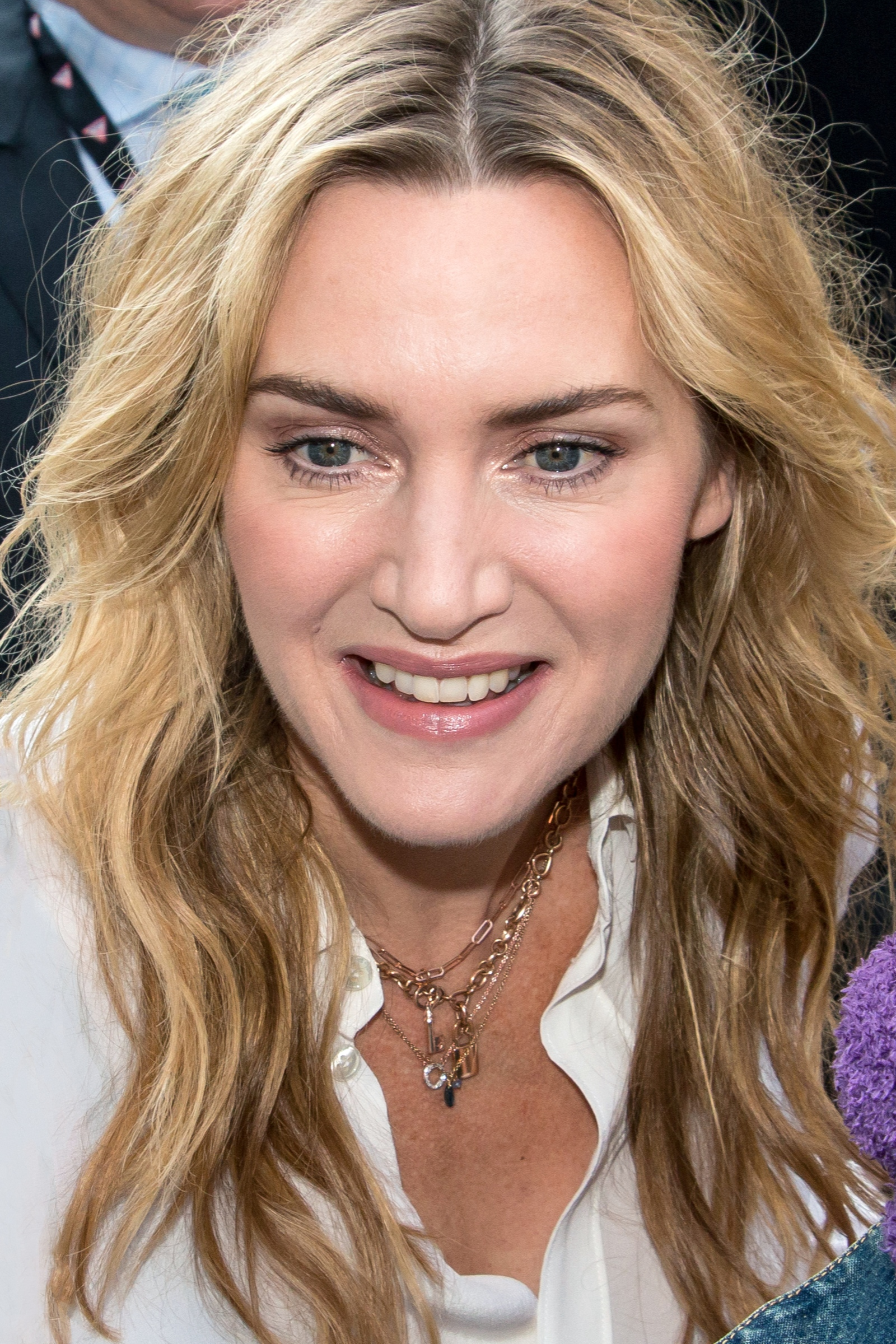
Kate Winslet (* 5. Oktober)

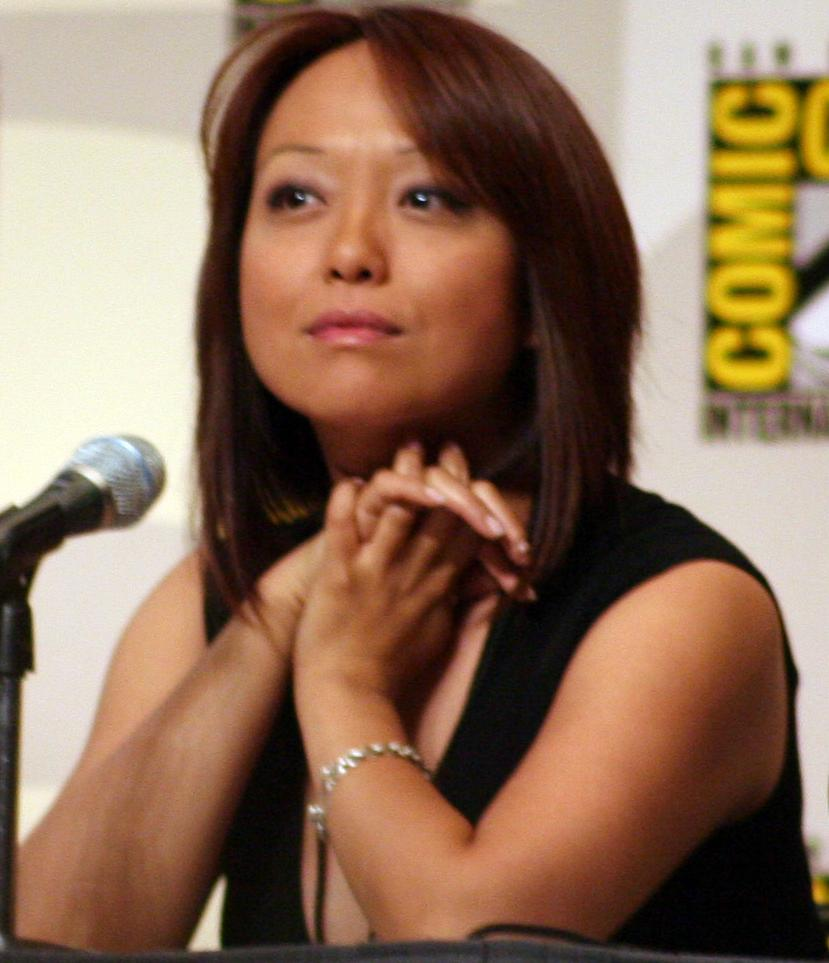
Naoko Mori (* 19. November)

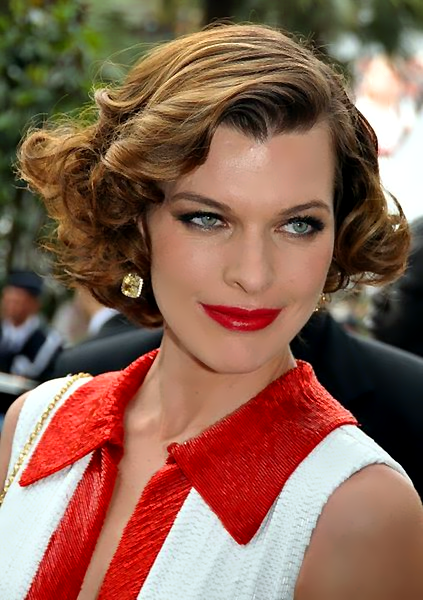
Milla Jovovich (* 17. Dezember)

- 01. Oktober: Bimba Bosé, spanische Schauspielerin und Sängerin († 2017)
- 03. Oktober: Maryam Myika Day, US-amerikanische Schauspielerin
- 05. Oktober: Parminder Nagra, britische Schauspielerin
- 05. Oktober: Scott Weinger, US-amerikanischer Schauspieler
- 05. Oktober: Kate Winslet, britische Schauspielerin
- 11. Oktober: Thomas Mraz, österreichischer Schauspieler
- 16. Oktober: Kellie Martin, US-amerikanische Schauspielerin
- 18. Oktober: Tobias Oertel, deutscher Schauspieler
- 24. Oktober: Max Giermann, deutscher Schauspieler und Comedian
- 25. Oktober: Antony Starr, neuseeländischer Schauspieler
- 29. Oktober: Aksel Hennie, norwegischer Schauspieler, Regisseur und Drehbuchautor
- 29. Oktober: Carsten Lepper, deutscher Schauspieler und Sänger
- 30. Oktober: Maria Thayer, US-amerikanische Schauspielerin

November
- 04. November: Goran D. Kleut, australischer Schauspieler
- 04. November: Heather Tom, US-amerikanische Schauspielerin
- 07. November: Diana Amft, deutsche Schauspielerin
- 08. November: Tara Reid, US-amerikanische Schauspielerin
- 10. November: Halina Reijn, niederländische Schauspielerin
- 11. November: Minu Barati, deutsch-iranische Filmproduzentin und Drehbuchautorin
- 11. November: Angélica Vale, mexikanische Schauspielerin und Sängerin
- 13. November: Arno Frisch, österreichischer Schauspieler
- 13. November: Aisha Hinds, US-amerikanische Schauspielerin
- 14. November: Nicolai Cleve Broch, norwegischer Schauspieler
- 14. November: Jens Kipper, deutscher Schauspieler und Regisseur
- 17. November: Oliver Auspitz, österreichischer Filmproduzent
- 18. November: Lucy Akhurst, britische Schauspielerin, Regisseurin und Filmproduzentin
- 19. November: Naoko Mori, japanisch-britische Schauspielerin
- 19. November: Ben Ruedinger, deutscher Schauspieler
- 19. November: Sushmita Sen, indische Schauspielerin
- 22. November: Michael D. Cohen, kanadischer Schauspieler
- 28. November: Sunny Mabrey, US-amerikanische Schauspielerin

Dezember
- 03. Dezember: Sylvia Leifheit, deutsche Schauspielerin
- 05. Dezember: Paula Patton, US-amerikanische Schauspielerin
- 12. Dezember: Mayim Bialik, US-amerikanische Schauspielerin
- 17. Dezember: Milla Jovovich, US-amerikanische Schauspielerin serbisch-russischer Herkunft
- 26. Dezember: Hunter Carson, US-amerikanischer Schauspieler
- 27. Dezember: Heather O’Rourke, US-amerikanische Schauspielerin († 1988)
- 29. Dezember: Shawn Hatosy, US-amerikanischer Schauspieler
- 31. Dezember: Andreas Kiendl, österreichischer Schauspieler

### Tag unbekannt
- Arne Ahrens, deutscher Regisseur, Drehbuchautor und Filmproduzent
- Cédric Anger, französischer Drehbuchautor und Filmregisseur
- Saskia Bellahn, deutsche Synchronsprecherin und Schauspielerin
- Andreas Dobberkau, deutscher Schauspieler
- Christian Erdmann, deutscher Schauspieler
- Christian Hockenbrink, deutscher Schauspieler
- Daniel F. Kamen, deutscher Schauspieler
- Mila Kostadinovic, deutsche Schauspielerin
- Niels Kurvin, deutscher Schauspieler und Regisseur
- Renata Salazar Ivancan, deutsche Filmeditorin
- Stephan Schiffers, deutscher Filmregisseur
- Caroline Scholze, deutsche Schauspielerin
- Matthias Walter, deutscher Schauspieler

## Verstorbene

### Januar bis März
Januar

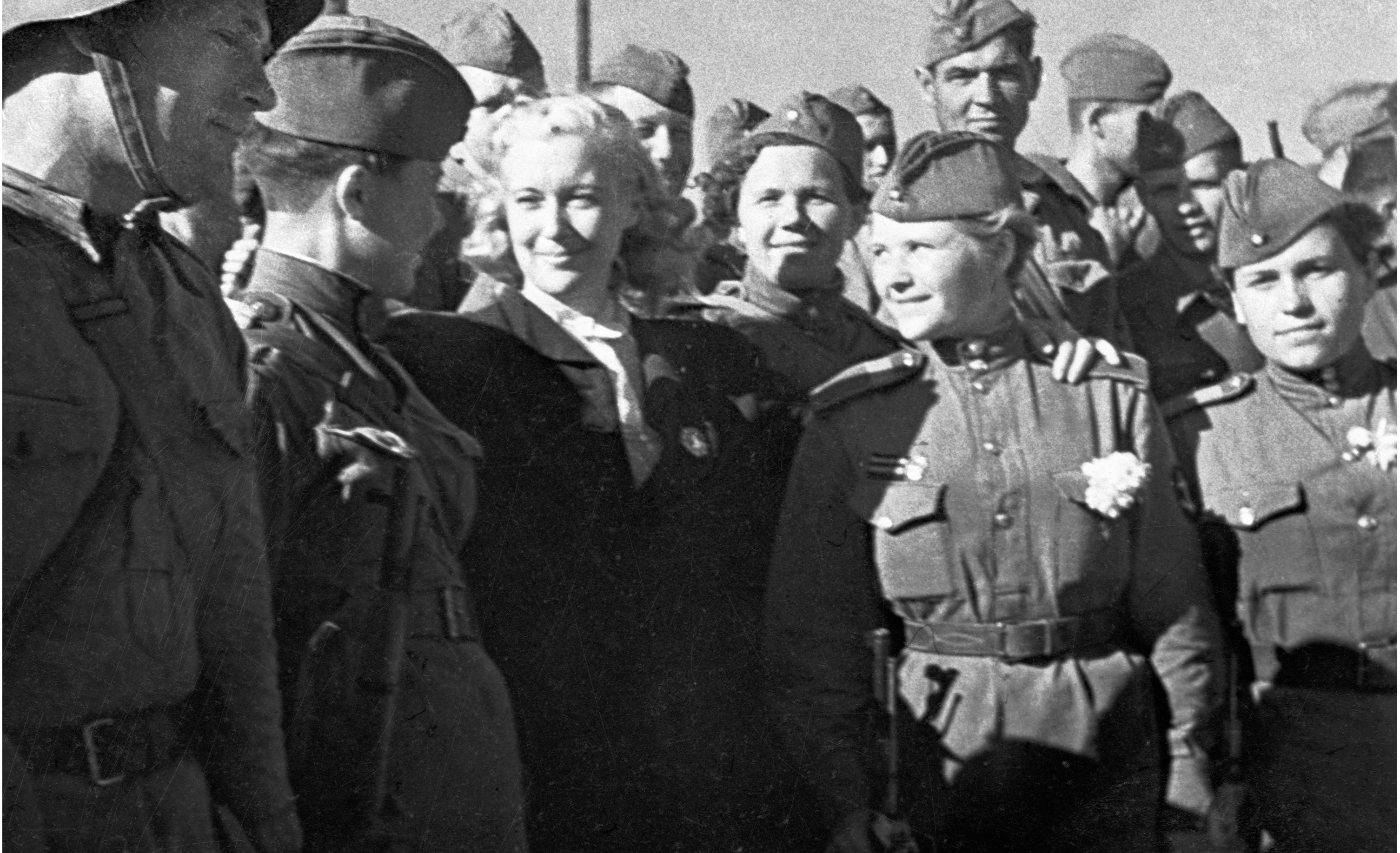
Ljubow Petrowna Orlowa (1902–1975)

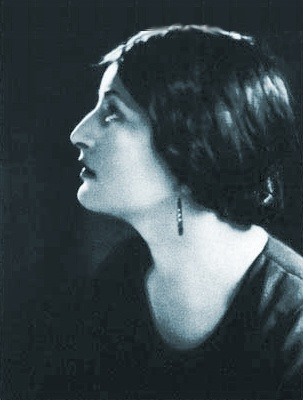
Dagmar Godowsky (1897–1975)

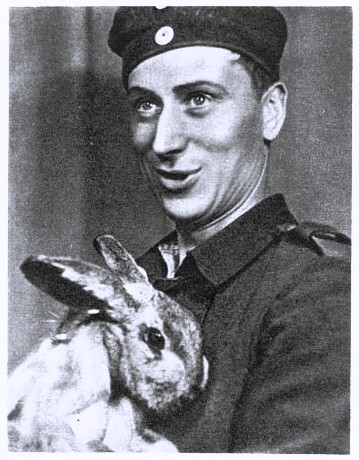
Günther Lüders (1905–1975)

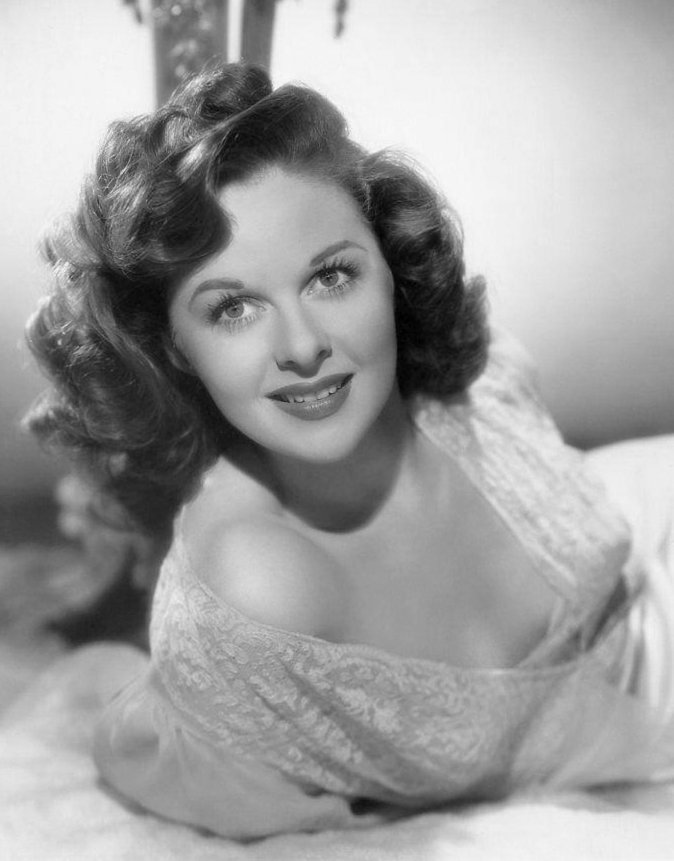
Susan Hayward (1917–1975)

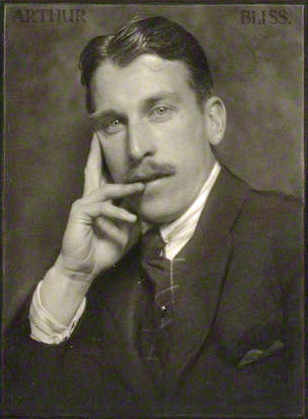
Arthur Bliss (1891–1975)

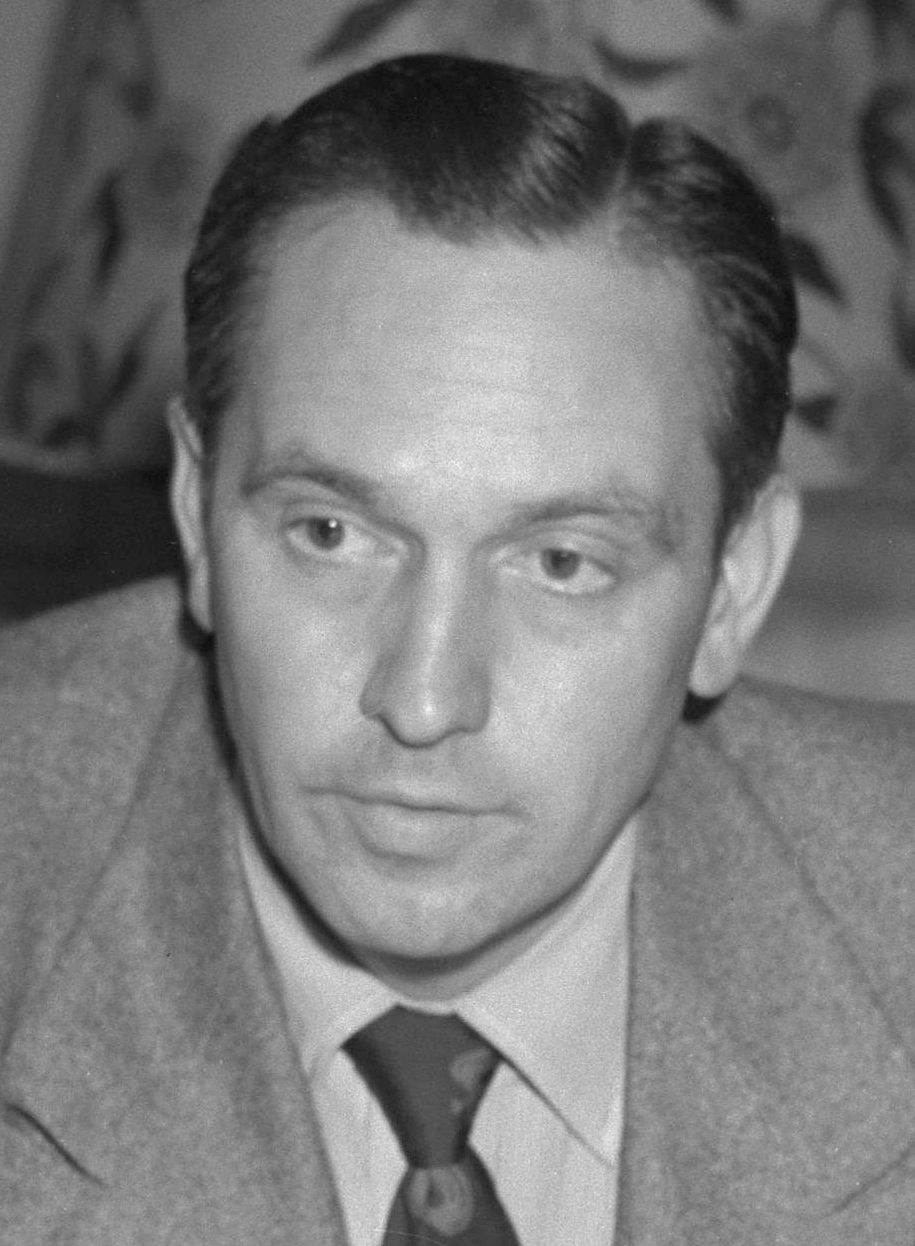
Fredric March (1897–1975)

Mary Johnson (1896–1975)

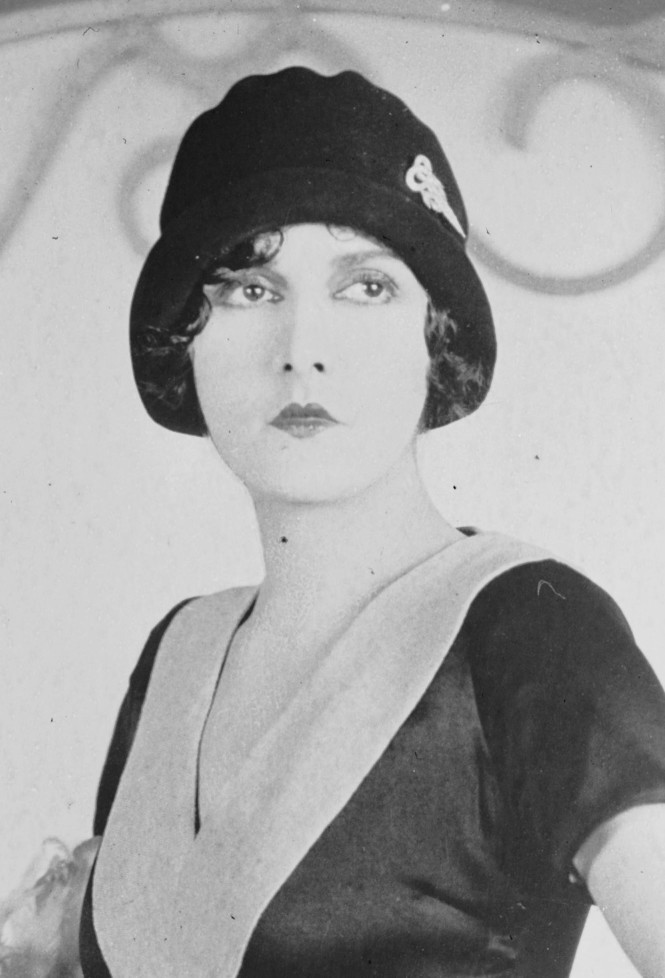
Evelyn Brent (1899–1975)

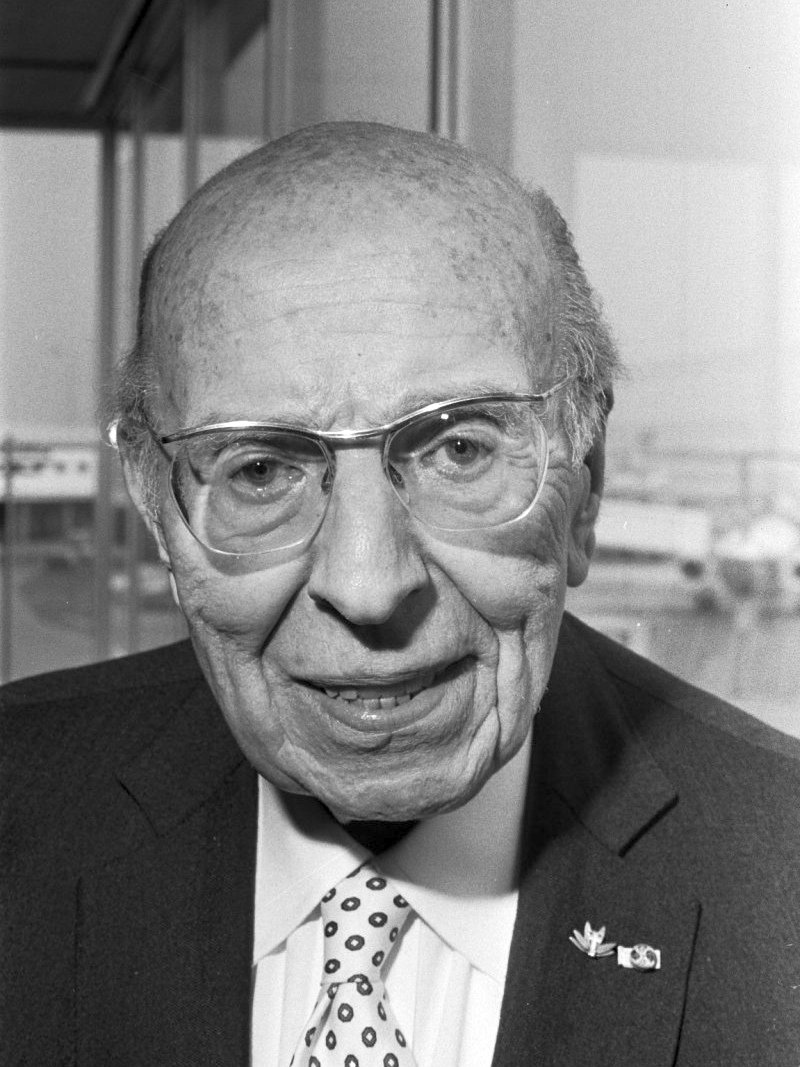
Robert Stolz (1880–1975)

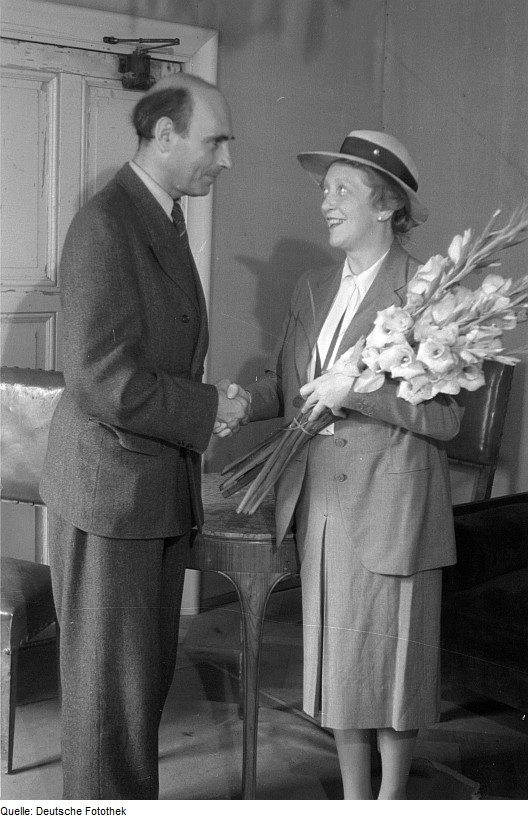
Gustav von Wangenheim (1895–1975)

- 07. Januar: Fritz Erpenbeck, deutscher Drehbuchautor und Schauspieler (* 1897)
- 08. Januar: John Dierkes, US-amerikanischer Schauspieler (* 1905)
- 09. Januar: Pierre Fresnay, französischer Schauspieler (* 1897)
- 11. Januar: Roma Bahn, deutsche Schauspielerin (* 1896)
- 20. Januar: Hans Olden, österreichischer Schauspieler und Sänger (* 1892)
- 22. Januar: Clara Pontoppidan, dänische Schauspielerin (* 1883)
- 24. Januar: Larry Fine, US-amerikanischer Komiker und Schauspieler (* 1902)
- 26. Januar: Ljubow Petrowna Orlowa, sowjetische Schauspielerin (* 1902)
- 27. Januar: Bill Walsh, US-amerikanischer Produzent und Drehbuchautor (* 1913)
- 27. Januar: Heinz Klevenow, deutscher Schauspieler und Synchronsprecher (* 1908)
- 29. Januar: Manuel Guimarães, portugiesischer Regisseur (* 1915)
- 30. Januar: Robert Klupp, deutscher Schauspieler, Regisseur und Synchronsprecher (* 1891)

Februar
- 01. Februar: Richard Wattis, britischer Schauspieler (* 1912)
- 01. Februar: Albert Garbe, deutscher Schauspieler (* 1904)
- 04. Februar: Howard Hill, US-amerikanischer technischer Berater und Schauspieler (* 1899)
- 05. Februar: Lawrence Weingarten, US-amerikanischer Produzent (* 1897)
- 09. Februar: Pierre Dac, französischer Schauspieler (* 1893)
- 12. Februar: Bernard Knowles, britischer Kameramann und Regisseur (* 1900)
- 13. Februar: Dagmar Godowsky, US-amerikanische Schauspielerin (* 1897)
- 13. Februar: Frigga Braut, deutsche Schauspielerin (* 1889)
- 15. Februar: John Baxter, britischer Regisseur und Filmproduzent (* 1896)
- 17. Februar: George Marshall, US-amerikanischer Regisseur (* 1891)
- 20. Februar: Robert Strauss, US-amerikanischer Schauspieler (* 1913)
- 24. Februar: Luigi Malipiero, deutscher Schauspieler und Bühnenbildner (* 1901)
- 25. Februar: Rolf Ripperger, deutscher Schauspieler und Kabarettist (* 1928)
- 25. Februar: Marc Roland, deutscher Komponist (* 1894)

März
- 01. März: Günther Lüders, deutscher Schauspieler und Regisseur (* 1905)
- 03. März: Edward H. Griffith, US-amerikanischer Regisseur und Produzent (* 1888)
- 03. März: Therese Giehse, deutsche Schauspielerin (* 1898)
- 03. März: Enzo Di Gianni, italienischer Drehbuchautor und Regisseur (* 1908)
- 04. März: Renée Björling, schwedische Schauspielerin (* 1888)
- 04. März: Charles Spaak, belgischer Drehbuchautor und Regisseur (* 1903)
- 06. März: Werner Krien, deutscher Kameramann (* 1912)
- 08. März: George Stevens, US-amerikanischer Regisseur (* 1904)
- 14. März: Carl Wery, deutscher Schauspieler und Hörspielsprecher (* 1897)
- 14. März: John H. Auer, US-amerikanischer Regisseur (* 1906)
- 14. März: Susan Hayward, US-amerikanische Schauspielerin (* 1917)
- 15. März: Arthur Crabtree, britischer Kameramann und Regisseur (* 1900)
- 19. März: Harry Lachman, US-amerikanischer Schauspieler, Designer und Regisseur (* 1886)
- 22. März: Paul Verhoeven, deutscher Schauspieler und Regisseur (* 1901)
- 25. März: Michèle Girardon, französische Schauspielerin (* 1938)
- 27. März: Arthur Bliss, britischer Komponist (* 1891)

### April bis Juni
April
- 02. April: Fritz Domina, deutscher Pianist, Arrangeur und Komponist (* 1902)
- 03. April: Mary Ure, britische Schauspielerin (* 1933)
- 03. April: Lutz Altschul, österreichischer Schauspieler (* 1899)
- 08. April: Santiago Arrieta, uruguayischer Schauspieler (* 1897)
- 10. April: Marjorie Main, US-amerikanische Schauspielerin (* 1890)
- 13. April: Lee Man-hee, südkoreanischer Regisseur (* 1931)
- 13. April: Larry Parks, US-amerikanischer Schauspieler (* 1914)
- 14. April: Fredric March, US-amerikanischer Schauspieler (* 1897)
- 15. April: Hans Fritz Beckmann, deutscher Liedtexter und Drehbuchautor (* 1909)
- 15. April: Richard Conte, US-amerikanischer Schauspieler (* 1910)
- 18. April: Walter Zerlett-Olfenius, deutscher Drehbuchautor (* 1897)
- 22. April: Mary Philips, US-amerikanische Schauspielerin (* 1901)
- 23. April: William Hartnell, britischer Schauspieler (* 1908)

Mai
- 04. Mai: Moe Howard, US-amerikanischer Schauspieler (* 1897)
- 09. Mai: Frits van Dongen, niederländischer Schauspieler (* 1901)
- 09. Mai: Werner Sauber, schweizerischer Fotograf und Filmemacher (* 1947)
- 15. Mai: Mary Johnson, schwedische Schauspielerin (* 1896)
- 17. Mai: S. O. Wagner, deutscher Schauspieler und Hörspielsprecher (* 1902)
- 19. Mai: Jacques Natanson, französischer Drehbuchautor (* 1901)
- 19. Mai: Toni Schelkopf, deutscher Produzent und Manager (* 1914)
- 29. Mai: Kurt Großkurth, deutscher Schauspieler und Sänger (* 1909)
- 30. Mai: Michel Simon, schweizerischer Schauspieler (* 1895)

Juni
- 000Juni: Phoebe Foster, US-amerikanische Schauspielerin (* 1895)
- 000Juni: Emmy Percy-Wüstenhagen, österreichische Schauspielerin (* 1906)
- 03. Juni: Ozzie Nelson, US-amerikanischer Schauspieler und Drehbuchautor (* 1906)
- 04. Juni: Evelyn Brent, US-amerikanische Schauspielerin (* 1899)
- 05. Juni: Lester Matthews, britischer Schauspieler (* 1900)
- 09. Juni: Albert Zahn, deutscher Schauspieler (* 1918)
- 12. Juni: Sepp Rothauer, österreichischer Filmarchitekt (* 1916)
- 13. Juni: Bernard Homola, deutscher Komponist (* 1894)
- 18. Juni: Charles-Georges Duvanel, schweizerischer Kameramann, Regisseur und Produzent (* 1906)
- 20. Juni: Kurt Heuser, deutscher Schriftsteller und Drehbuchautor (* 1903)
- 27. Juni: Robert Stolz, österreichischer Filmkomponist (* 1880)
- 28. Juni: Rod Serling, US-amerikanischer Drehbuchautor und Produzent (* 1924)

### Juli bis September
Juli
- 02. Juli: James Robertson Justice, britischer Schauspieler (* 1907)
- 10. Juli: Ernst Fischer, deutscher Komponist (* 1900)
- 17. Juli: Gerhard Prager, deutscher Redakteur und Produzent (* 1920)
- 21. Juli: Boris Andrejewitsch Babotschkin, sowjetischer Schauspieler (* 1904)
- 24. Juli: Barbara Colby, US-amerikanische Schauspielerin (* 1940)
- 26. Juli: Leigh Whipper, afro-amerikanischer Schauspieler (* 1876)

August
- 000August: Christian Bock, deutscher Autor von Hörspielen und Fernsehspielen (* 1906)
- 02. August: Jean Yarbrough, US-amerikanischer Regisseur und Produzent (* 1900)
- 02. August: Hugh S. Fowler, US-amerikanischer Filmeditor (* 1912)
- 05. August: Gustav von Wangenheim, deutscher Schauspieler (* 1895)
- 07. August: Ruth Stephan, deutsche Schauspielerin und Kabarettistin (* 1926)
- 08. August: Else Knott, deutsche Schauspielerin (* 1909)
- 09. August: Dmitri Dmitrijewitsch Schostakowitsch, sowjetischer Komponist (* 1906)
- 12. August: Erwin Gitt, deutscher Produktions- und Herstellungsleiter (* 1910)
- 13. August: Oliver Emert, US-amerikanischer Szenenbildner (* 1902)
- 13. August: Eva Speyer, deutsche Schauspielerin (* 1882)
- 17. August: Siegfried Arno, deutscher Schauspieler (* 1895)
- 17. August: Elsa Wagner, deutsche Schauspielerin (* 1881)
- 19. August: Frank Shields, US-amerikanischer Tennisspieler und Schauspieler (* 1909)
- 19. August: Konrad Swinarski, polnischer Regisseur (* 1929)
- 21. August: Antonia Dietrich, deutsche Schauspielerin (* 1900)
- 23. August: Sidney Buchman, US-amerikanischer Drehbuchautor (* 1902)
- 25. August: Joseph Kane, US-amerikanischer Regisseur (* 1894)
- 30. August: Maria Zelenka, österreichische Schauspielerin (* 1899)
- 30. August: Bob Baker, US-amerikanischer Schauspieler (* 1910)
- 31. August: Pierre Blaise, französischer Schauspieler (* 1952)

September
- 03. September: Nicholas Musuraca, italienischer Kameramann (* 1892)
- 07. September: Wilhelm Thiele, österreichisch-amerikanischer Regisseur und Drehbuchautor (* 1890)
- 08. September: Jack Mylong-Münz, US-amerikanischer Schauspieler und Drehbuchautor (* 1892)
- 09. September: Minta Durfee, US-amerikanische Schauspielerin (* 1889)
- 09. September: Giuseppe Fatigati, italienischer Produzent, Filmeditor und Regisseur (* 1906)
- 09. September: Ethel Griffies, britische Schauspielerin (* 1878)
- 09. September: John McGiver, US-amerikanischer Schauspieler (* 1913)
- 19. September: Senta Bonacker, deutsche Schauspielerin (* 1906)
- 23. September: Ian Hunter, britischer Schauspieler (* 1900)
- 26. September: Danyal Topatan, türkischer Schauspieler (* 1916)
- 27. September: Mark Frechette, US-amerikanischer Schauspieler (* 1947)
- 28. September: Agnes Windeck, deutsche Schauspielerin (* 1888)

### Oktober bis Dezember
Oktober
- 02. Oktober: Walter Felsenstein, österreichischer Regisseur (* 1901)
- 03. Oktober: Erich Otto, deutscher Schauspieler (* 1883)
- 16. Oktober: Don Barclay, US-amerikanischer Schauspieler (* 1892)
- 18. Oktober: Al Lettieri, US-amerikanischer Schauspieler (* 1928)
- 19. Oktober: Cesare Bettarini, italienischer Schauspieler (* 1901)
- 27. Oktober: Oliver Nelson, US-amerikanischer Jazz-Musiker und Komponist (* 1932)
- 28. Oktober: Ettore Maria Margadonna, italienischer Drehbuchautor (* 1893)
- 31. Oktober: Joseph Calleia, maltesischer Schauspieler (* 1897)

November
- 02. November: Pier Paolo Pasolini, italienischer Regisseur (* 1922)
- 08. November: Robert Bassler, US-amerikanischer Filmeditor und Produzent (* 1903)
- 12. November: Luigi Chiarini, italienischer Drehbuchautor, Regisseur und Kritiker (* 1900)
- 13. November: R. C. Sherriff, britischer Drehbuchautor (* 1896)
- 19. November: Wiktor Antonowitsch Awdjuschko, sowjetischer Schauspieler (* 1925)
- 21. November: François de Roubaix, französischer Komponist (* 1939)
- 24. November: Paul C. Vogel, US-amerikanischer Kameramann (* 1899)
- 25. November: Moyna MacGill, britische Schauspielerin (* 1895)
- 25. November: Harry Segall, US-amerikanischer Schriftsteller und Drehbuchautor (* 1892)
- 25. November: Chandulal Shah, indischer Regisseur und Produzent (* 1898)

Dezember
- 01. Dezember: Hans Schweikart, deutscher Regisseur (* 1895)
- 01. Dezember: Rudolf Heinrich, deutscher Bühnen- und Szenenbildner (* 1926)
- 02. Dezember: E. W. Emo, österreichischer Regisseur (* 1898)
- 03. Dezember: Albert Bessler, deutscher Schauspieler und Regisseur (* 1905)
- 05. Dezember: Jimmy Nervo, britischer Schauspieler und Komiker (* 1898)
- 06. Dezember: Franco Pesce, italienischer Schauspieler (* 1890)
- 06. Dezember: Franz Nicklisch, deutscher Schauspieler und Synchronsprecher (* 1906)
- 09. Dezember: William A. Wellman, US-amerikanischer Regisseur (* 1896)
- 12. Dezember: Walentina Wassiljewna Serowa, sowjetische Schauspielerin (* 1917)
- 14. Dezember: Arthur Treacher, britisch-amerikanischer Schauspieler (* 1894)
- 17. Dezember: Walter Thompson, US-amerikanischer Filmeditor (* 1903)
- 21. Dezember: Rowland V. Lee, US-amerikanischer Regisseur (* 1891)
- 22. Dezember: Gordon Zahler, US-amerikanischer Komponist (* 1926)
- 24. Dezember: Tilly Losch, österreichische Schauspielerin und Choreografin (* 1903)
- 24. Dezember: Bernard Herrmann, US-amerikanischer Komponist (* 1911)
- 28. Dezember: Gabriel Pellon, deutscher Filmarchitekt (* 1900)

### Tag unbekannt
- Josef Maria Frank, deutscher Schriftsteller und Drehbuchautor (* 1895)
- Luigi Giacosi, italienischer Schauspieler, Drehbuchautor und Regisseur (* 1899)
- Stephen Dade, britischer Kameramann (* 1909)
- Piero Costa, italienischer Filmregisseur und Drehbuchautor (* 1913)